# Palau de Justícia d'Alacant
El Palau de Justícia d'Alacant és un edifici singular a l'avinguda Aguilera, al barri de Benalua d'Alacant  al País Valencià. Figura en el catàleg de béns i espais protegits del Pla General de l'Ajuntament d'Alacant, amb el grau de protecció parcial.
Originàriament, l'edifici es va construir com a reformatori d'adults. Es va construir entre els anys 1897 i 1900. Fou obra dels arquitectes Enrique Sánchez Sedeño i Manuel Chápuli Guardiola, seguint el projecte de José González Altés (l'arquitecte que construí el Parc Canalejas d'Alacant i que dissenyà el nou Eixample de la ciutat). L'any 1985 va ser reformat com palau de justícia. Té una estructura que segueix la forma racionalista del panòptic de Bentham, amb braços que conflueixen cap a un cos central per tal de facilitar així una vigilància més eficaç. L'aparença actual camufla l'arquitectura penitenciària amb formes trivials de postmodernisme provincià. Tot i així, eel 2019, hi havia en projecte de construir una moderna Ciutat de la Justícia en un solar (antiga caserna) situat davant del Palau de Justícia actual, el qual quedaria reservat només per als jutjats del Penal.
En aquest recinte hi va ser empresonat per les autoritats franquistes el poeta oriolà Miguel Hernández (després d'un llarg periple per altres presons) i el 28 de març de 1942 morí a la infermeria del recinte, malalt de tuberculosi per causa, en part, a una deficient atenció mèdica. El poeta fou enterrat al cementiri de Nostra Senyora del Remei, també a Alacant.